# Малек Муаз
Малек Муаз (араб. مالك علي معاذ, нар. 10 серпня 1981, Джидда) — саудівський футболіст, що грав на позиції нападника.
Виступав, зокрема, за клуби «Аль-Ансар» та «Аль-Аглі», а також національну збірну Саудівської Аравії.

## Клубна кар'єра
У дорослому футболі дебютував 2000 року виступами за команду клубу «Аль-Ансар», в якій провів чотири сезони, взявши участь у 53 матчах чемпіонату. 
Своєю грою за цю команду привернув увагу представників тренерського штабу клубу «Аль-Аглі», до складу якого приєднався 2004 року. Відіграв за саудівську команду наступні сім сезонів своєї ігрової кар'єри. У складі джиддського «Аль-Аглі» був одним з головних бомбардирів команди, маючи середню результативність на рівні 0,5 голу за гру першості.
Завершив професійну ігрову кар'єру у клубі «Ан-Наср» (Ер-Ріяд), за команду якого виступав протягом 2011—2012 років.

## Виступи за збірну
У 2006 році дебютував в офіційних матчах у складі національної збірної Саудівської Аравії. Протягом кар'єри у національній команді, яка тривала 4 роки, провів у формі головної команди країни 42 матчі, забивши 15 голів.
У складі збірної був учасником чемпіонату світу 2006 року у Німеччині, кубка Азії з футболу 2007 року у чотирьох країнах відразу, де разом з командою здобув «срібло».

## Титули і досягнення
- Срібний призер Кубка Азії: 2007